# Cẩm Lương
Cẩm Lương là một xã thuộc huyện Cẩm Thủy, tỉnh Thanh Hóa, Việt Nam.

## Địa giới hành chính
Xã Cẩm Lương là xã nằm ở phía bắc của huyện Cẩm Thủy, thuộc tả ngạn sông Mã.
- Phía bắc giáp xã Cẩm Thành, huyện Cẩm Thủy, xã Lương Trung, huyện Bá Thước và xã Cẩm Quý, huyện Cẩm Thủy.
- Phía đông giáp các xã Cẩm Giang và Cẩm Bình, huyện Cẩm Thủy.
- Phía nam giáp các xã Cẩm Bình và Cẩm Thạch, huyện Cẩm Thủy.
- Phía tây giáp xã Cẩm Thành, huyện Cẩm Thủy.

## Hành chính
Xã Cẩm Lương được thành lập năm 1964 trên cơ sở chia tách từ xã Cẩm Giang. Xã Cẩm Lương sau khi chia tách gồm có 5 xóm: Kim Mầm, Lương Ngọc, Lương Hòa, Lương Thuận và Xủ, trong đó xóm Xủ được chuyển sang từ xã Cẩm Thạch..

## Thắng cảnh
Xã Cẩm Lương có suối cá thần là địa điểm thu hút khách du lịch.